# Rexton
Rexton est est un ancien village du Nouveau-Brunswick, au Canada. Il fait partie du village de Five Rivers depuis la réforme de la gouvernance locale du 1er janvier 2023. Le village comptait 810 habitants en 2001.

## Toponyme
Rexton s'appelait à l'origine The Yard, d'après le chantier naval qu'avait établi John Jardine en 1825. Le village prit ensuite le nom de Kingston, d'après la ville de Kingston-upon-Hull au Royaume-Uni, d'où sont originaires Holderness et Chelton, qui établirent un autre chantier naval. En 1901, le docteur J.W. Doherty renomma le village Rexton pour éviter la confusion.

## Géographie

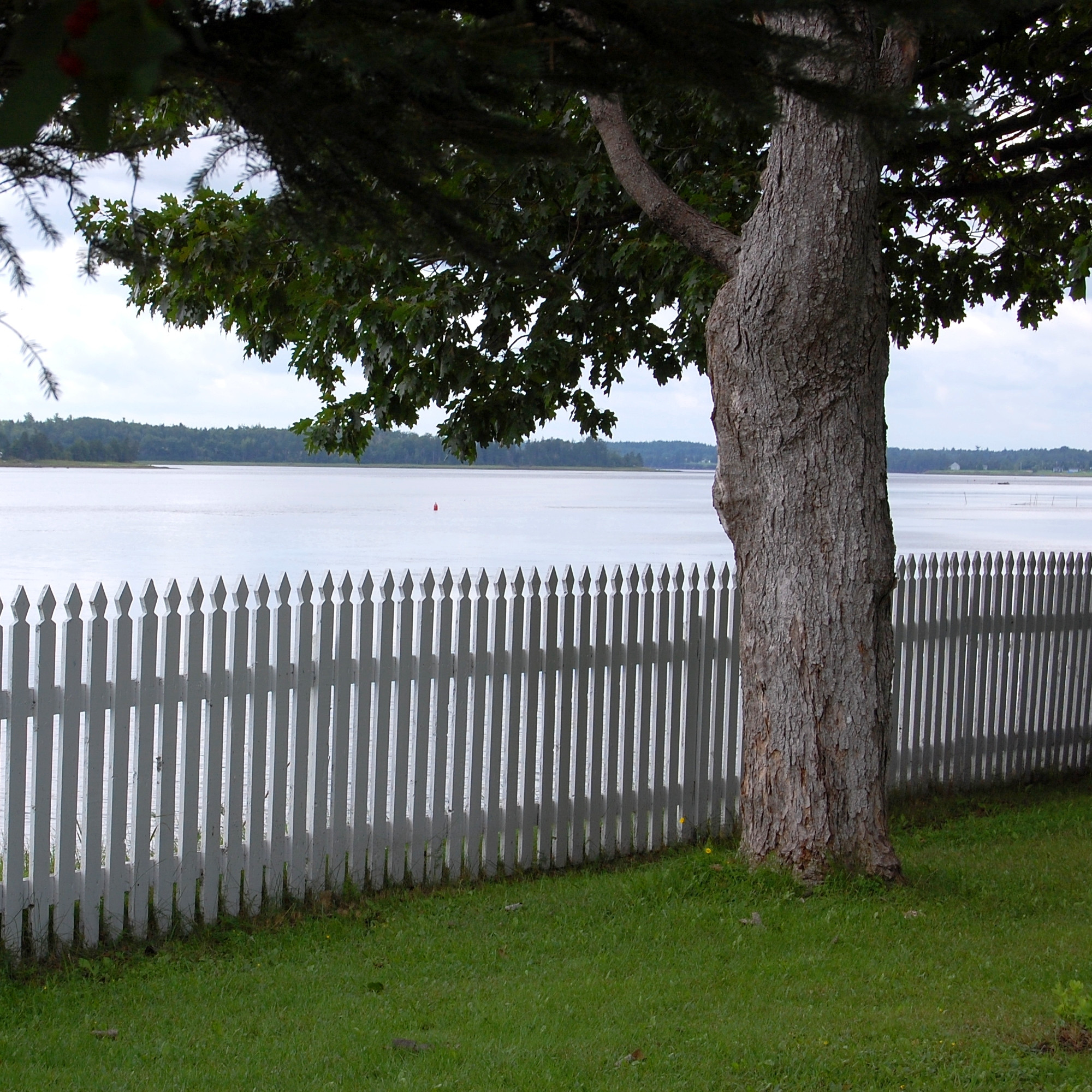
La rivière Richibouctou à Rexton.

### Situation
Rexton est situé dans le comté de Kent, à 71 kilomètres de route au sud-est de Miramichi et à 81 km au nord de Moncton. Le village a une superficie de 6,14 kilomètres carrés.
Rexton est limitrophe de la ville de Richibouctou au nord et de la paroisse de Richibouctou sur les autres côtés. Le DSL de Cap-de-Richibouctou se trouve également à faible distance à l'est. Outre Richibouctou, les municipalités les plus proches sont la première nation d'Elsipogtog à 14 km à l'ouest, le village de Saint-Louis-de-Kent à 16 km au nord-ouest, ainsi que la ville de Bouctouche, à 24 km au sud-est.
Le village est généralement considéré comme faisant partie de l'Acadie.

### Géologie
Le sous-sol de Rexton est composé principalement de roches sédimentaires du groupe de Pictou datant du Pennsylvanien (entre 300 et 311 millions d'années).

### Logement
Le village comptait 415 logements privés en 2006, dont 360 occupés par des résidents habituels. Parmi ces logements, 81,9 % sont individuels, 4,2 % sont jumelés, 0,0 % sont en rangée, 0,0 % sont des appartements ou duplex et 13,9 % sont des immeubles de moins de cinq étages. 68,1 % des logements sont possédés alors que 31,9 % sont loués. 77,8 % ont été construits avant 1986 et 6,9 % ont besoin de réparations majeures. Les logements comptent en moyenne 6,2 pièces et 0,0 % des logements comptent plus d'une personne habitant par pièce. Les logements possédés ont une valeur moyenne de 180 496 $, comparativement à 119 549 $ pour la province.

## Histoire
Rexton est situé dans le territoire historique des Micmacs, plus précisément dans le district de Sigenigteoag, qui comprend l'actuel côte Est du Nouveau-Brunswick, jusqu'à la baie de Fundy.
Rexton est habité dès le XVIIe par des Acadiens. Des Loyalistes s'y établissent à partir de 1783.
En 1825, Rexton est touché par les Grands feux de la Miramichi, qui dévastent entre 10 000 km2 et 20 000 km2 dans le centre et le nord-est de la province et tuent en tout plus de 280 personnes,.
C'est pourtant en 1825 que John Jardine implante l'industrie de la construction navale à Rexton. L'économie se développe à partir de 1890 par l'ouverture de scieries alimentées par les pins blancs poussant au bord de la rivière.
Rexton est constitué en municipalité le 9 novembre 1966. L'école mémoriale Bonar Law est inaugurée en 1978, l'école élémentaire de Rexton en 1989 et l'école intermédiaire Eleanor W. Graham en 2010.

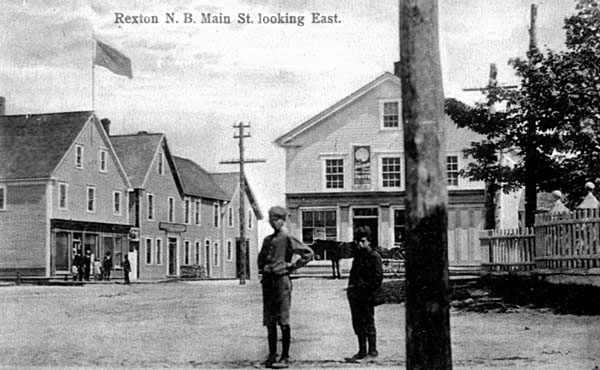
La rue Main en 1918.
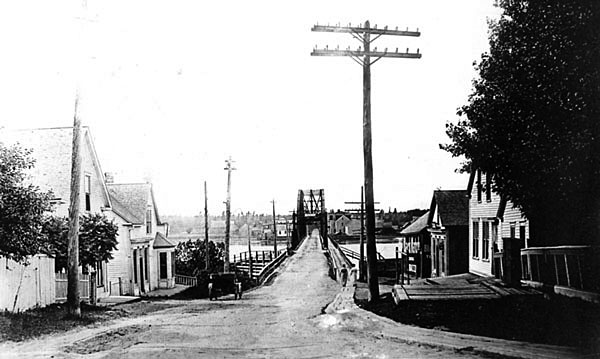
La rue Main et le pont de la rivière Richibouctou, en 1920.
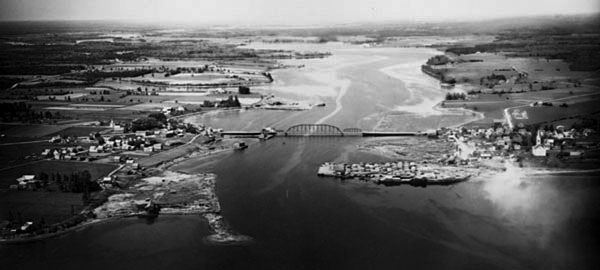
Vue aérienne en 1931.
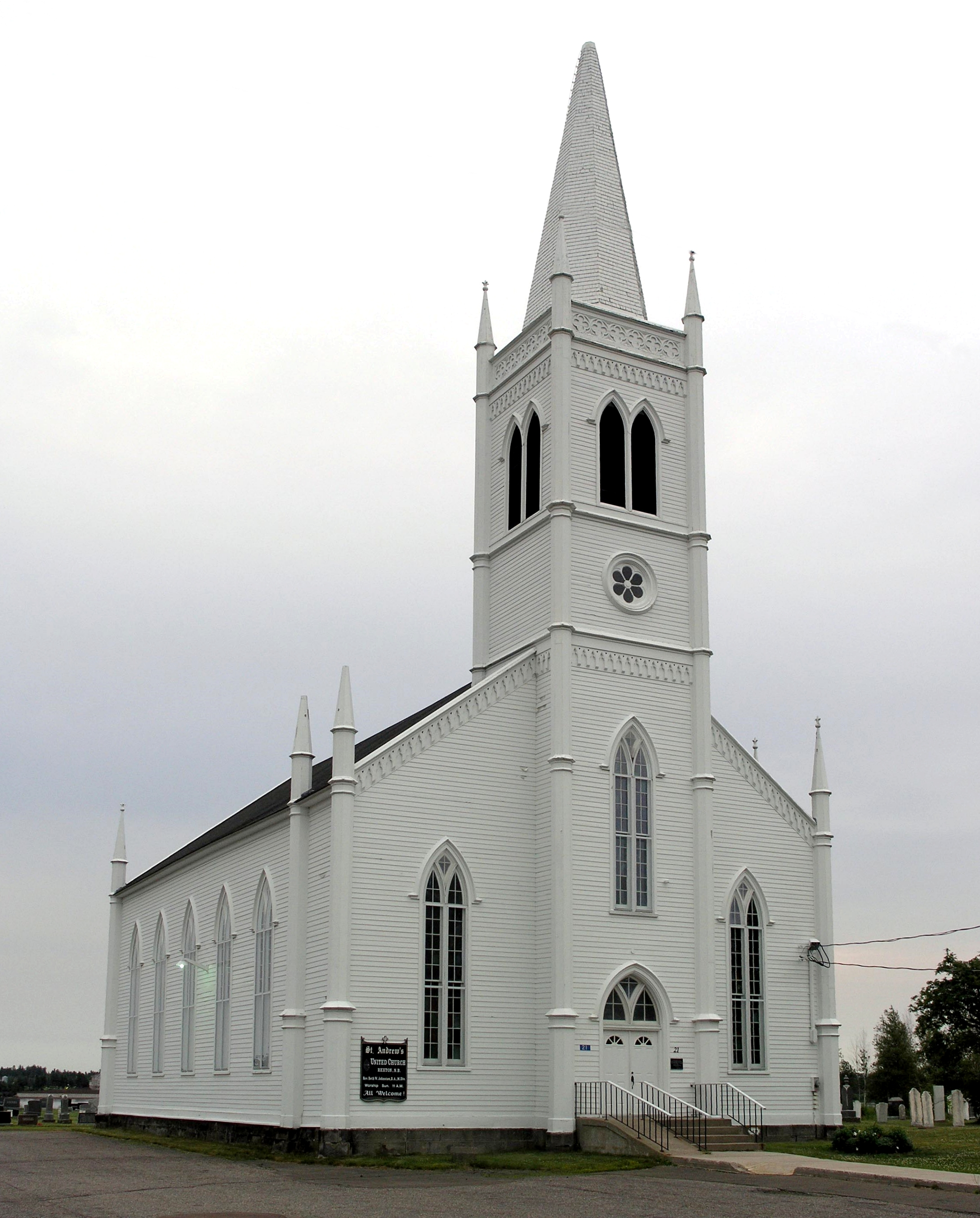
Eglise St. Andrew's

## Démographie
| 1981 | 1986 | 1991 | 1996 | 2001 | 2006 | 2011 | 2016 |
| ---- | ---- | ---- | ---- | ---- | ---- | ---- | ---- |
| 928  | 926  | 940  | 908  | 810  | 862  | 818  | 830  |

| Évolution des langues maternelles (en %) | Légende                                                         |
| ---------------------------------------- | --------------------------------------------------------------- |
|                                          | - Anglais - Français - Anglais et français - Autre(s) langue(s) |
| Sources,:                                |                                                                 |

## Administration
(juillet 2016).

### Conseil municipal
Le conseil municipal est formé d'un maire et de quatre conseillers généraux. Le conseil précédent est élu par acclamation le 12 mai 2008. Le conseil municipal actuel est élu lors de l'élection quadriennale du 14 mai 2012.
Conseil municipal actuel
| Mandat      | Fonctions            | Nom(s)                                                                          |
| ----------- | -------------------- | ------------------------------------------------------------------------------- |
| 2012 - 2016 | Maire                | David L. Hanson                                                                 |
| 2012 - 2016 | Conseillers généraux | Albert J. Corcoran, William (Billy) Edward Flanagan, Lisa Warman, Elaine Warren |

Ancien conseil municipal
| Mandat      | Fonctions   | Nom(s)                                                               |
| ----------- | ----------- | -------------------------------------------------------------------- |
| 2008 - 2012 | Maire       | David L. Hanson                                                      |
| 2008 - 2012 | Conseillers | William (Billy) Flanagan, Rodney Girvan, Jean Graham, Elaine Warren. |

| Période                                  | Période  | Identité          | Étiquette | Qualité |
| ---------------------------------------- | -------- | ----------------- | --------- | ------- |
| 196?                                     | 19??     | Malcolm G. Hanney |           |         |
| 1974                                     | 198?     | Conrad Leblanc,   |           |         |
| 1994                                     | 2004     | Raymond Murphy    |           |         |
| 2004                                     | en cours | David L. Hanson   |           |         |
| Les données manquantes sont à compléter. |          |                   |           |         |

### Commission de services régionaux
Rexton fait partie de la Région 6, une commission de services régionaux (CSR) devant commencer officiellement ses activités le 1er janvier 2013. Rexton est représenté au conseil par son maire. Les services obligatoirement offerts par les CSR sont l'aménagement régional, la gestion des déchets solides, la planification des mesures d'urgence ainsi que la collaboration en matière de services de police, la planification et le partage des coûts des infrastructures régionales de sport, de loisirs et de culture; d'autres services pourraient s'ajouter à cette liste.

### Représentation et tendances politiques
Rexton est membre de l'Union des municipalités du Nouveau-Brunswick.
 Nouveau-Brunswick: Rexton fait partie de la circonscription provinciale de Kent, qui est représentée à l'Assemblée législative du Nouveau-Brunswick par Shawn Graham, ancien premier ministre du Nouveau-Brunswick. Il fut élu en 1999 puis réélu en 1999, en 2003, en 2006 et en 2010.
 Canada: Rexton fait partie de la circonscription fédérale de Beauséjour. Cette circonscription est représentée à la Chambre des communes du Canada par Dominic LeBlanc, du Parti libéral.

## Économie
Entreprise Kent, membre du Réseau Entreprise, a la responsabilité du développement économique.
L'économie de Rexton est basée sur la pêche et l'agriculture. Il y a une succursale de la Advance Savings Credit Union, une caisse populaire basée à Riverview et membre de la Credit Union Central of New Brunswick.

## Vivre à Rexton

### Éducation
Rexton possède trois écoles publiques anglophones faisant partie du district scolaire #16. Tout d'abord, les élèves fréquentent l'école élémentaire Rexton de la maternelle à la 5e année, avant d'aller à l'école Bonar Law Memorial jusqu'en 12e année. Cette dernière possède un programme d'immersion française. Il y a aussi le Rexton & Area Learning Centre, une école alternative s'adressant aux élèves de la 9e à la 12e année.

### Santé
Le village dispose du Centre de santé de Rexton. Ouvert en 1974, il dispose de plusieurs médecins ou infirmières, offrant des services tels que la médecine préventive, les premiers soins, le suivi des pansements, la vaccination et les tests hématologiques. Il y a aussi un poste d'Ambulance Nouveau-Brunswick et un foyer de soins agréés, le Rexton Lions Nursing Home.

### Autres services publics
Rexton compte une caserne de pompiers et un bureau de poste. Le détachement de la Gendarmerie royale du Canada le plus proche est situé à Richibouctou.
Les francophones bénéficient du quotidien L'Acadie nouvelle, publié à Caraquet, ainsi que de l'hebdomadaire L'Étoile, de Dieppe. Les anglophones bénéficient quant à eux des quotidiens Telegraph-Journal, publié à Saint-Jean et Times & Transcript, de Moncton.

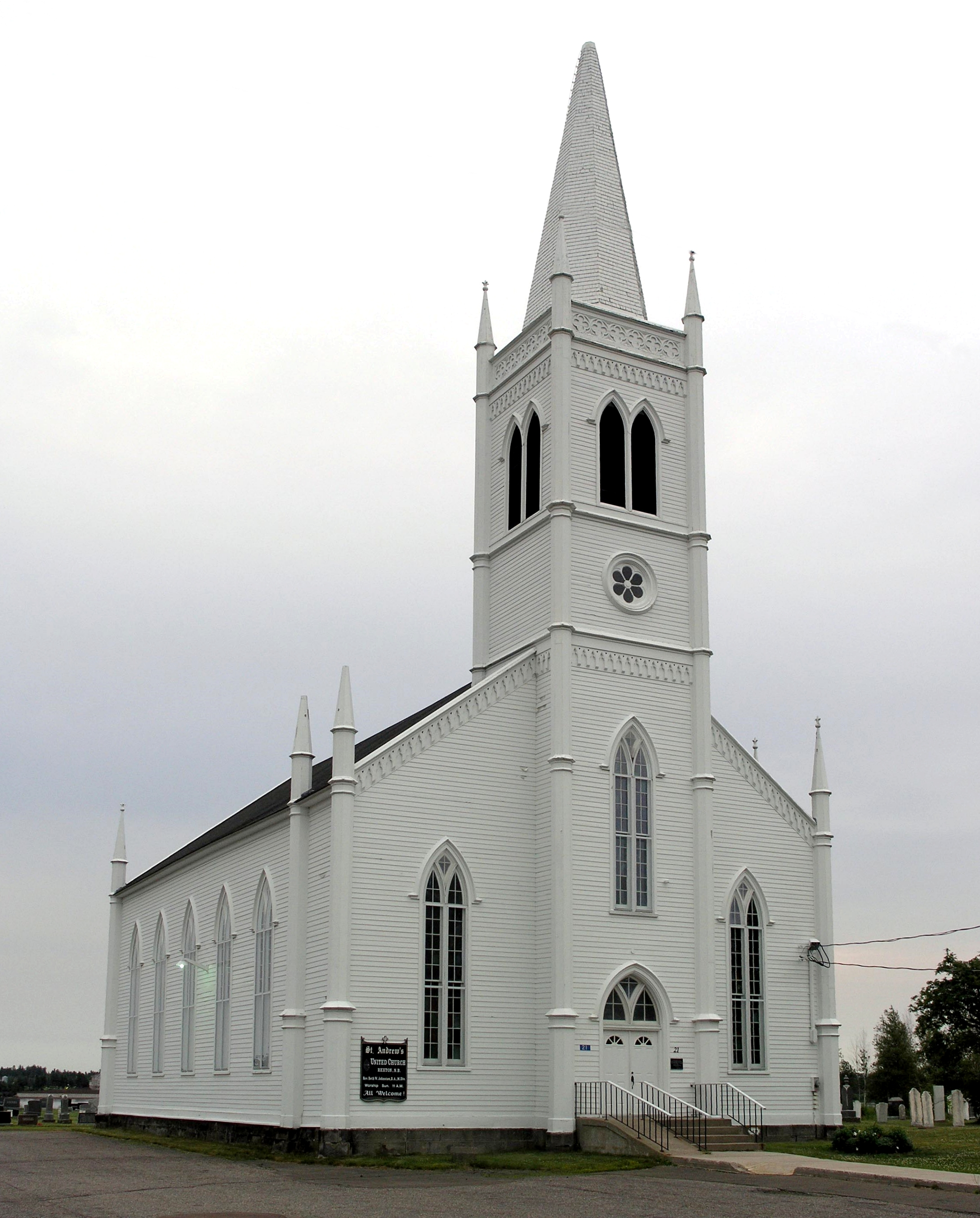
L'église Unie de Rexton

### Religion
Rexton compte plusieurs lieux de cultes dont une église unie, l'église anglicane St. John the Evangelist et l'église catholique romaine Immaculate Conception, faisant partie de l'archidiocèse de Moncton.

## Culture

### Langues
Selon la Loi sur les langues officielles, Rexton est officiellement bilingue puisque l'anglais et le français sont tous deux parlés par plus de 20 % de la population.

### Personnalités

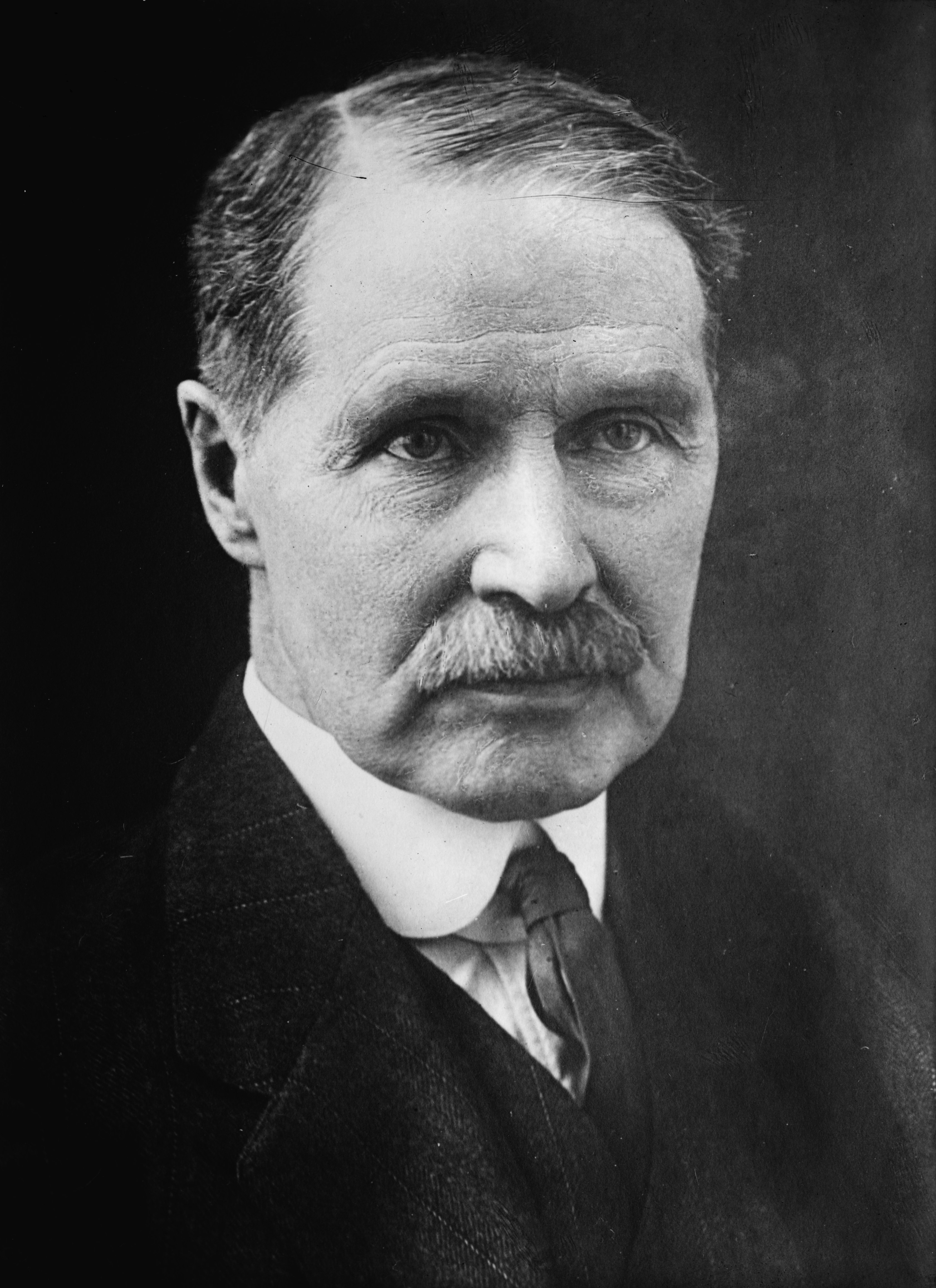
Andrew Bonar Law

- Andrew Bonar Law (1858 - 1923), premier ministre du Royaume-Uni, né à Rexton ;
- William John Bowser (1867-1933), premier ministre de la Colombie-Britannique, né à Rexton ;
- Shawn Graham (1968 - ), premier ministre du Nouveau-Brunswick, né à Rexton ;
- Joan MacAlpine-Stiles, femme politique, née à Rexton ;
- George McInerney (1857-1908), homme politique, né à Rexton ;
- Gregory Francis Thompson (1947-2019), ministre fédéral, né à Rexton ;
- Angela Vautour (1960-), fonctionnaire et femme politique, née à Rexton.

### Architecture et monuments

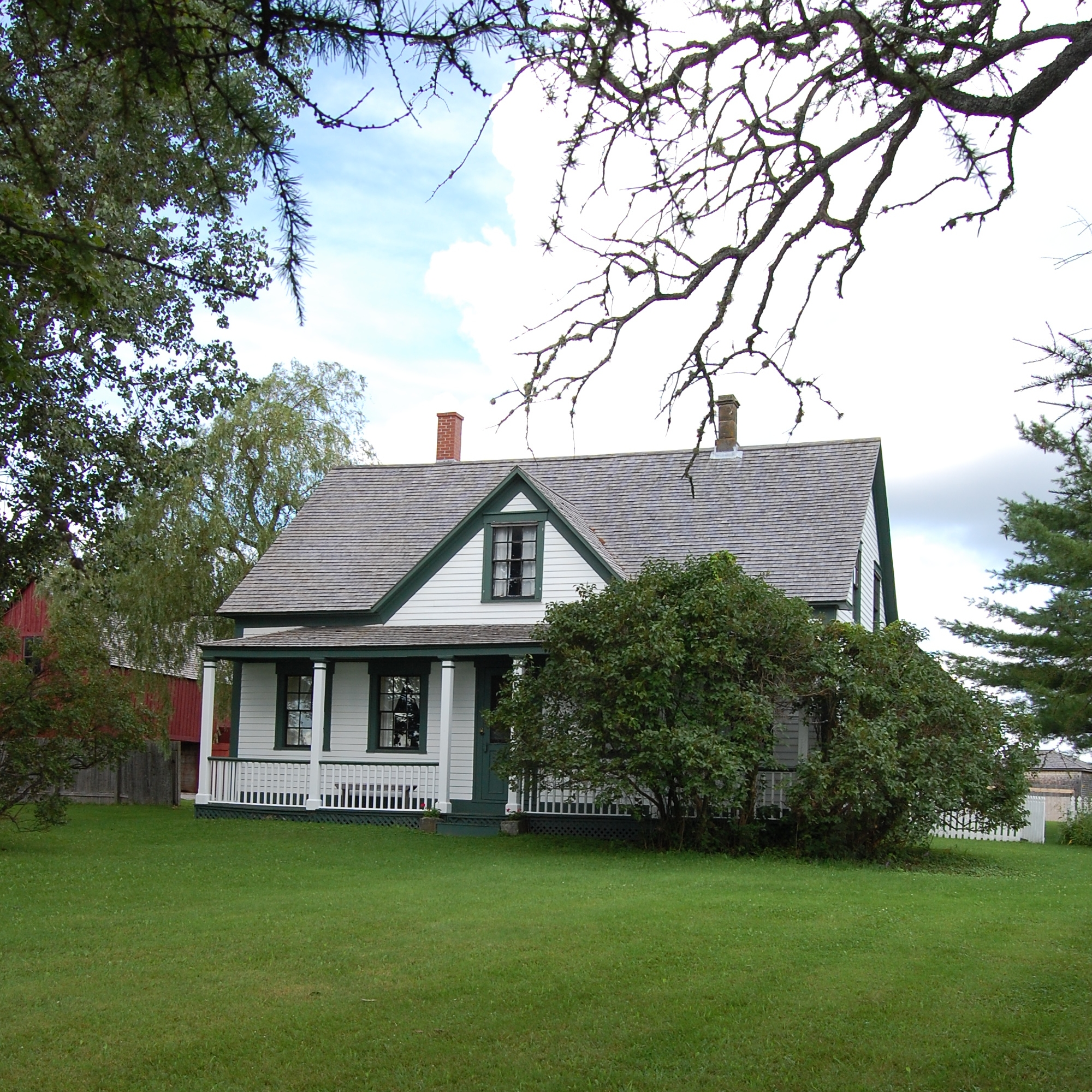
La maison Bonar Law.
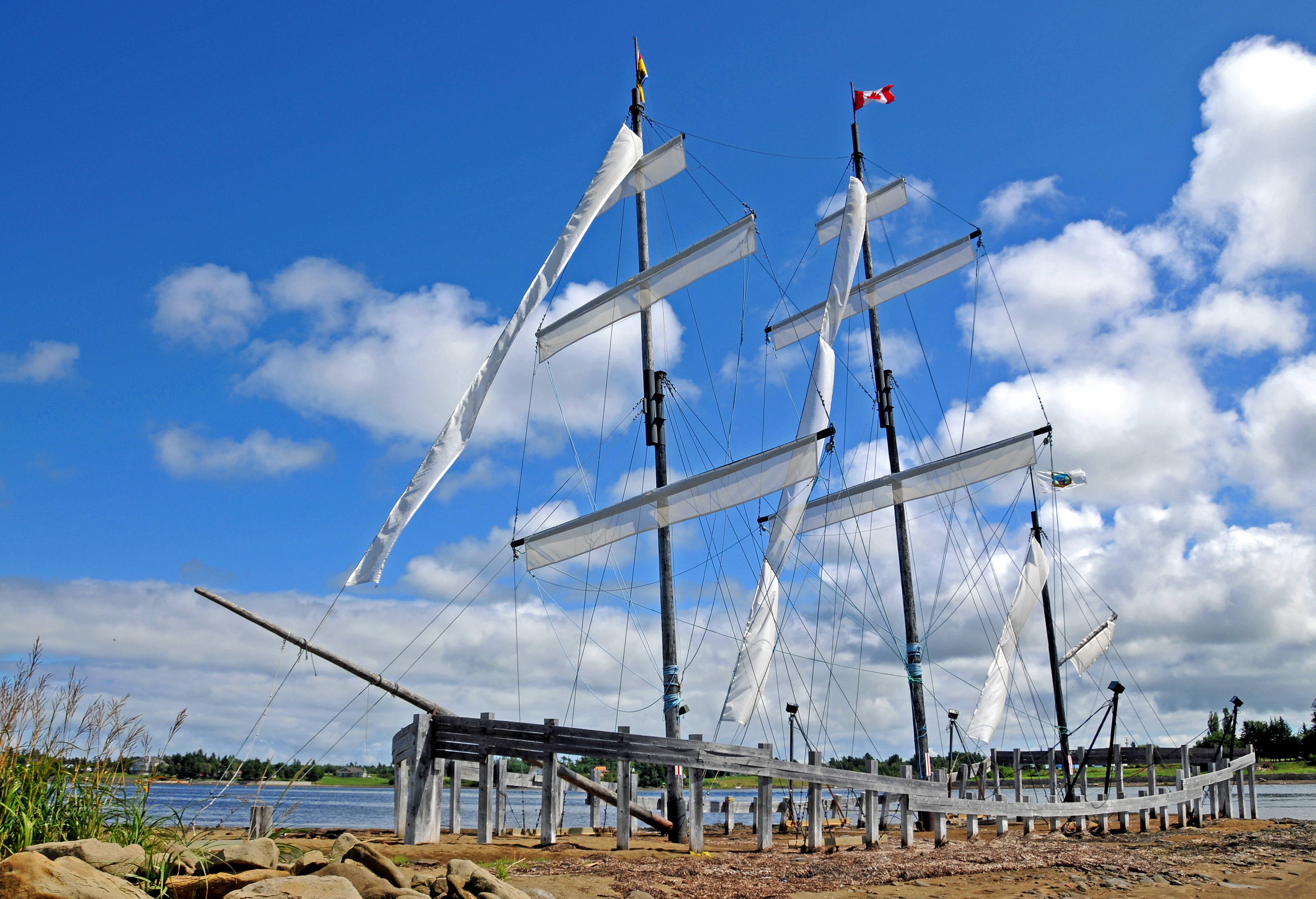
Monument sur l'histoire de la construction navale.

La maison Bonar Law est un site historique national.

### Rexton dans la culture
Rexton est mentionné dans le recueil de poésie La terre tressée, de Claude Le Bouthillier.